# 앤드류 모턴 (컴퓨터 프로그래머)
앤드루 키스 폴 모턴(Andrew Keith Paul Morton, 1959년생)은 오스트레일리아의 소프트웨어 엔지니어이다. 리눅스 커널의 주요 개발자 중 한 명이며, Ext3 파일 시스템, 저널링 계층 블록 장치용(JBD) 및 메모리 관리의 공동 관리자이다.

## 생애
1980년대 후반, 오스트레일리아 시드니에서 Applix 1616이라는 키트 컴퓨터를 생산하던 회사의 파트너 중 한 명이었으며, 현재는 없어진 오스트레일리아 게임 장비 제조업체인 Keno Computer Systems의 하드웨어 엔지니어였다. 오스트레일리아 뉴사우스웨일스 대학교에서 우등 전기공학 학위를 취득했다.
mm 트리로 알려진 리눅스 커널 패치셋을 관리하는데, 이 패치셋에는 나중에 리누스 토르발스가 관리하는 공식 리눅스 트리에 채택될 수 있는 작업 중인 패치가 포함되어 있다. 주요 테스트 장소였던 "mm"은 관리할 수 없을 정도로 커지고 바빠졌으며, 2008년에는 이러한 역할의 많은 부분을 채우기 위해 "linux-next" 트리가 생성되었다.
2001년, 모턴과 그의 가족은 울런공에서 팰로앨토로 이사했다. 2003년 7월, 당시 고용주였던 Digeo Inc.(Moxi 홈 엔터테인먼트 미디어 센터 제조사)와의 계약에 따라 오픈 소스 개발 연구소에 합류했는데, 이 계약에 따라 OSDL은 모턴이 Digeo의 수석 엔지니어로서 공식적인 역할을 계속하는 동안 그의 리눅스 커널 개발 작업을 지원했다.
2006년 8월부터 구글에 고용되어 현재 커널 유지 보수 작업을 계속하고 있다.
2004년 오타와 리눅스 심포지엄에서 기조연설을 했다. 또한 몬타비스타 소프트웨어의 Vision 2007 컨퍼런스에서 특별 연사로 초청되었다. SCO 대 IBM 소송에서 유닉스 저작권에 대한 전문가 증인으로 참여했다.
이메일 주소와 현재는 없어진 웹페이지 URL의 일부에서 볼 수 있듯이 사용자 이름 akpm으로도 알려져 있다. KP가 무엇의 약자인지 묻자 "어떤 사람들은 '커널 프로그래머'라고 말합니다. 저희 부모님은 '키스 폴'이라고 하셨어요."라고 답했다.